# Teddy Riley (muzikant)
Edward Theodore Riley (New York, 8 oktober 1967) is een Amerikaanse singer-songwriter, producent en toetsenist van de hiphop, new jack swing en r&b, vermeldt als schepper van het new jack swing-genre. Riley dankt Barry Michael Cooper voor het geven van zijn naam aan het genre.
Hij combineerde hiphop en r&b in zijn productiewerk met artiesten als Michael Jackson, Bobby Brown, Keith Sweat, Samantha Mumba, Doug E. Fresh, Today, Heavy D & the Boyz, Hi-Five, Men of Vizion en Profyle, evenals zijn speerpuntbands Guy en Blackstreet. Riley's consistentie en drumideeën hadden enige invloed op de hedendaagse r&b. Samen met de neo-soul-stijl van zangers als Marvin Gaye, heeft hij een grote invloed gehad op gospel- en r&b-muziek, die meer openstond voor het gebruik van rap- en geluidseffecten in hun opnamen.

## Biografie
Teddy Riley groeide op in St. Nicholas Houses in Harlem. Als wonderkind begon hij vanaf 5-jarige leeftijd instrumenten te bespelen in de kerk. Zijn oom, die eigenaar was van de beroemde Harlem-club The Rooftop, bouwde een studio in de club waar Riley het grootste deel van zijn tijd zou doorbrengen, terwijl hij opgroeide. Op 14-jarige leeftijd begonnen New Yorkse rappers muziek te maken op zijn nummers. Onder leiding van de lokale muziekproducent Gene Griffin vormde Riley de kortstondige band Kids at Work. Op 18-jarige leeftijd produceerde Riley de 12" single Go See the Doctor van Kool Moe Dee. Uitgebracht bij een onafhankelijk label in 1986, werd het nummer een crossover-hit en bereikte #89 in de Billboard Hot 100. Riley had eerder in 1985 aan de productie van Doug E. Fresh en de Get Fresh Crew's The Show gewerkt.
In 1987 vormden Riley, Aaron Hall en Timmy Gatling de r&b-band Guy. Geleid door Gene Griffin, was Riley's werk met Guy een pionier in de new jack swing-stijl van r&b. Riley inspireerde zijn eigen mix van hiphopbeats, r&b-progressies en de gospelzangstijlen van Hall om het archetypische new jack swing-geluid te creëren op het gelijknamige debuutalbum van Guy. In 1989 produceerde Riley I Get The Job Done van Big Daddy Kane, evenals ander werk voor The Jacksons, The Winans en James Ingram. Hij creëerde ook de zeer succesvolle remix van Don't Wanna Fall in Love van Jane Child, dat een crossover pophit werd. Na de publicatie en tournee van Guy's tweede album The Future, coproduceerde Riley de helft van Michael Jacksons album Dangerous, op aanbeveling van Jacksons oude producent Quincy Jones. Na de ontbinding van Guy in 1992 verhuisde Riley naar productie, uitvoering en promotie van het tweede album Hard or Smooth van Wreckx-N-Effect.
Eind 1991 formeerde Riley zijn tweede band Blackstreet, die verschillende grote hits zou uitbrengen, waaronder Don't Leave Me (1997), de #1 single No Diggity (1996, met Dr. Dre en Queen Pen) en Girlfriend/Boyfriend ( 1999, met Janet Jackson, Eve en Ja Rule). In 2011 werd de band verschillende keren ontbonden en opnieuw geformeerd. In 2000 werkte Riley met Spice Girl Melanie B op de nummers ABC 123, I Believe en Pack Your S**t voor haar solo-debuutalbum Hot. Hij werkte ook aan een album met Outsiderz 4 Life en produceerde Wil' Out en andere nummers. Begin 2006 maakte hij deel uit van de New Jack Reunion Tour, met naast Blackstreet en Guy ook After 7, SWV en Tony! Toni! Toné!. In mei 2006 kondigde Riley aan, dat hij aan twee belangrijke projecten zou werken: een nieuw Blackstreet-album en een nieuw Guy-album.
In juni 2008 werd Riley's opnamestudio in Virginia Beach door een brand verwoest. Brandweerlieden zeiden dat een elektrisch probleem de brand veroorzaakte, die de verlaten opnamestudio in de as legde. De brandweer van Virginia Beach zei dat bliksem in het gebied ook een factor had kunnen zijn, hoewel er geen directe reden was. De lege studio was te koop en was verzekerd voor $336.000. In 2009 trad Riley met Guy op tijdens de BET Awards. In hetzelfde jaar werkte Riley samen met Amerie en Robin Thicke aan hun respectievelijke albums. In navolging van zijn werk op het album Ego Trippin' van Snoop Dogg, werd Riley onderdeel van de productiesupgroep QDT, met DJ Quik en Snoop Dogg.
Riley produceerde en schreef samen met Lady Gaga het nummer Teeth voor haar ep The Fame Monster. In maart 2010 sprak hij met Pete Lewis van Blues & Soul - Riley zei dat hij niet langer gelieerd was aan Guy (Riley had in oktober 2010 voor het laatst met de band opgetreden). Riley zei ook dat de huidige bezetting van Blackstreet bestond uit hemzelf, Chauncey Hannibal, Dave Hollister en Sherman 'J-Stylz' Tisdale. Hij bevestigde dat hij aan een nieuw Blackstreet-album werkte, hoewel het de bedoeling was om eerst zijn eigen album TRX uit te brengen. Artiesten met wie hij mogelijk zou kunnen werken voor het project waren Stevie Wonder en Elton John, plus zijn eigen nieuwe, aankomende acts. Hannibal stopte echter met optreden met de band en de bezetting werd Riley, Hollister, Mark Middleton en Eric Williams. In 2012 keerde Hannibal terug naar Blackstreet. Middleton en Williams verlieten de band. Vanaf 2019 bestaat de bezetting van de band nu uit Riley, Dave Hollister, J-Stylz en Rodney Poe onder de naam Blackstreet 2.
In augustus 2010 bevestigde co-executeur John Branca van het landgoed van Michael Jackson, dat een postuum album van Michael Jackson zou worden uitgebracht, met werk dat de afgelopen vijf jaar was gedaan met de producenten Neff-U, Christopher 'Tricky' Stewart en Riley, evenals werk dat uitsluitend door Jackson zelf is geschreven en geproduceerd. Het album Michael werd op 14 december 2010 in de Verenigde Staten uitgebracht. Na de publicatie vroegen verschillende mensen naar een deel van de muziek, die Riley voor het project produceerde. Riley stond erop dat alle nummers door Jackson werden gezongen en beweerde dat er vocale artefacten waren toegevoegd door de oververwerking van Jacksons stem. Riley maakte echter opmerkingen in een interview met Dan Dodds (ook bekend als Soul Jones), waarin hij verklaarde dat er bepaalde elementen van zijn stem in de muziek zaten. Ze kunnen wat elementen van mij gebruiken, ideeën samenstellen, maar ik heb niet aan het nieuwe album gewerkt, zou Riley hebben gezegd.
Onlangs is Riley in de Koreaanse muziekmarkt gestapt. Riley werkte samen met zanger/rapper Jay Park aan het Britse nummer Demon, dat oorspronkelijk bedoeld was voor Michael Jackson. Riley produceerde een mini-album voor de Koreaanse meidengroep Rania. Riley is een van de producenten van het productieteam QDT, met DJ Quik en Snoop Dogg. Hij produceerde de nummers Believe en Flow voor het album Twenty van de r&b-groep Boyz II Men. Hij produceerde ook de single The Boys van de Koreaanse meidengroep Girls' Generation voor de eerste internationale publicatie van de groep. Hij produceerde ook liedjes voor de labelgenoten van Girls' Generation, SHINee en EXO. Hij werkte met Shinee aan Beautiful, Shine en Dangerous van hun tweedelige derde Koreaanse studioalbum. Riley produceerde ook de nummers MILK en All Night voor f (x) 's derde studioalbum Red Light en het nummer What Is Love voor EXO.

## Discografie
Met Kids At Work
- 1984: Kids at Work

Met Guy
- 1988: Guy
- 1990: The Future
- 2000: Guy III

Met Blackstreet
- 1994: Blackstreet
- 1996: Another Level
- 1999: Finally
- 2003: Level II

- Biblioteca Nacional de España: XX1555103
- Bibliothèque nationale de France: cb13972264v (data)
- Gemeinsame Normdatei: 134607767
- International Standard Name Identifier: 0000 0000 7824 3847
- Library of Congress Control Number: no98030030
- MusicBrainz: 04e3a60e-5f8c-42f6-b4b8-4885adbf7b7d
- Nationale Bibliotheek van Tsjechië: xx0079848
- SNAC: w6xd3pxv
- Virtual International Authority File: 12499092
- WorldCat: E39PBJqbrCJGGdKwc3yBWrRYfq